# Jet Life
Jet Life est un collectif de hip-hop originaire de La Nouvelle-Orléans fondé par le rappeur Curren$y.

## Histoire

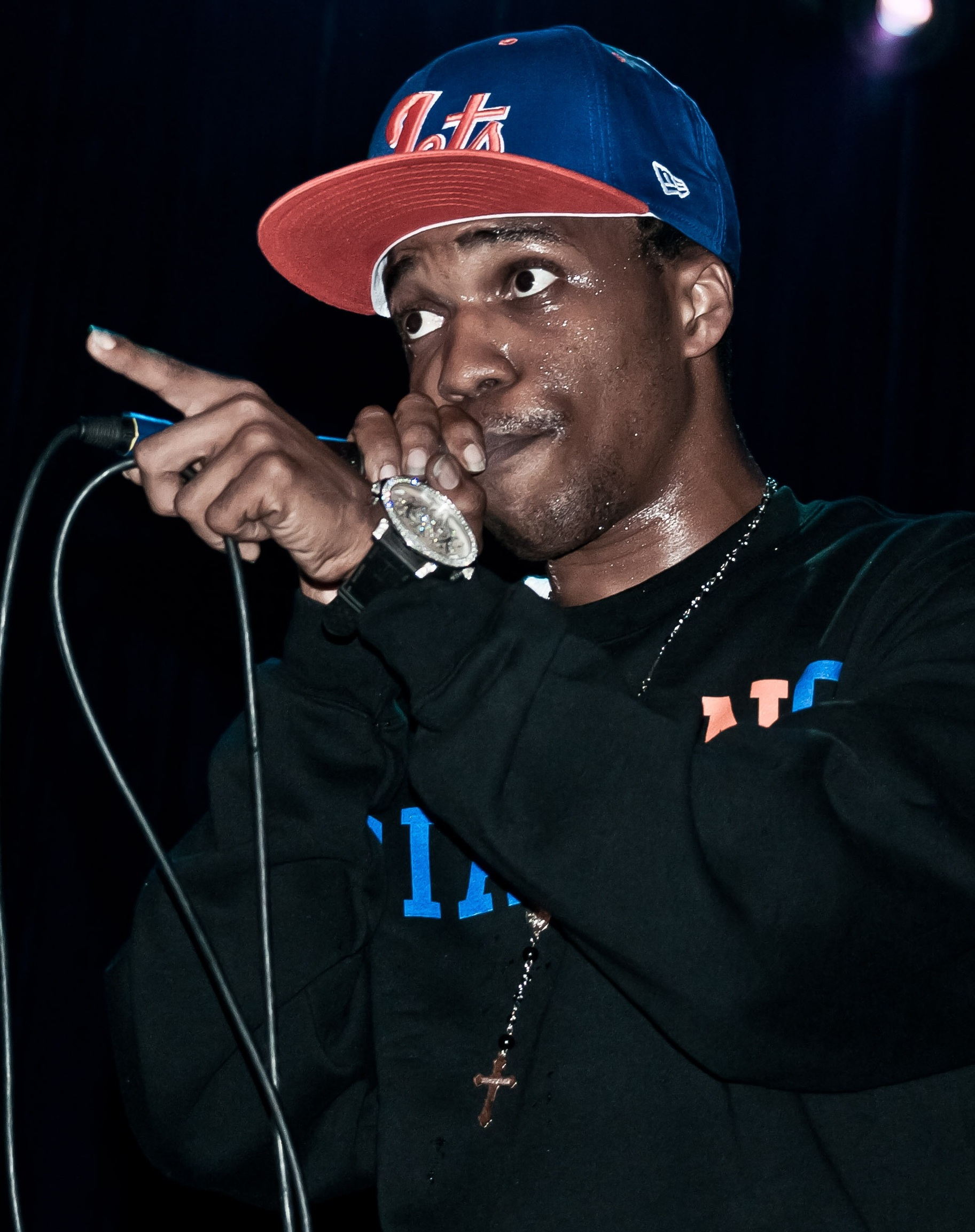
Curren$y.

Avant de fonder Jet Life, Curren$y fait partie des écuries de No Limit Records et Cash Money Records, deux labels majeurs du rap de La Nouvelle-Orléans. Fort de cette expérience, il crée son propre collectif en s'inspirant des méthodes de développement artistique et commercial qu'il a observées chez ses anciens employeurs, Jet Life. Le collectif lance son propre label, Jets International, qui leur servent de plateforme pour publier leurs projets musicaux.
Le collectif est formé par Curren$y, Fiend (en), Smoke DZA (en), Trademark da Skydiver, Young Roddy, Sir Michael Rocks (en), Cornerboy P, MaryGold, T.Y, LE$ et Mr. Marcello.
Il sort deux projets en 2011, Jet Life to the Next Life suivi de Jet World Order. Ce projet voit la sortie d'une suite en 2012. Jet Life sort ensuite la mixtape Red Eye en 2013, puis Organized Crime, Audio Dope et World Wide Hustlers en 2014.